# Thaumatoncus indicator
Thaumatoncus indicator är en spindelart som beskrevs av Simon 1884. Thaumatoncus indicator ingår i släktet Thaumatoncus och familjen täckvävarspindlar. Inga underarter finns listade i Catalogue of Life.